# Susanna de la Croix
Susanna de La Croix (Ámsterdam, 1755 –  La Haya, 1789) fue una pintora neerlandesa.
La Croix nació en Ámsterdam hija del también pintor Pierre Frederic de la Croix del que realizó su retrato. Se casó con Jan van Os pintor de flores en 1775 y tuvieron cinco hijos de los cuales tres llegaron a una edad adulta y que todos fueron pintores : Pieter, Maria y Georgius.
La Croix falleció en La Haya. Únicamente se encuentra una pintura firmada por ella, pero incluso está datada de 1793, por lo tanto, después de su muerte.